# Igreja de São Nicolau em Arcione

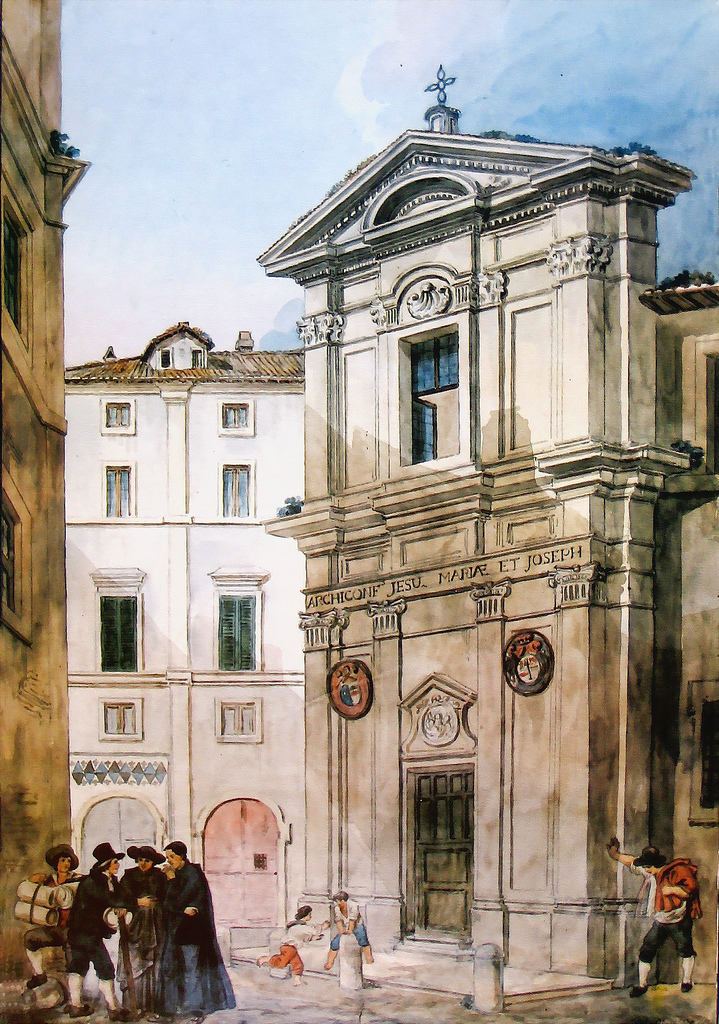
Aquarela de Achille Pinelli (1834) da fachada da igreja.

San Nicola in Arcione era uma igreja paroquial de Roma que ficava localizada na esquina da Via in Arcione com a Via del Traforo, ao norte do Palazzo del Quirinale, no rione Trevi, perto da entrada do Túnel Umberto I, conhecido como Il Traforo. Era dedicada a São Nicolau de Mira. Do outro lado da Via in Arcione, foi demolido juntamente com a igreja parte do Palazzo Gentili del Drago.

## História
Nos registros históricos, esta igreja é geralmente chamada de San Niccolò degli Arcioni (usando uma versão arcaica do nome "Nicolau"). Ela também era chamada de San Niccolò a Capo di Casa porque, na Idade Média, ficava na extremidade de uma região ocupada por várias residências. Há referências ambíguas a ela em bulas papais de 955 e 962 a uma igreja subsidiária de San Silvestro in Capite com a mesma dedicação, mas é impossível confirmar atualmente se elas se referem a esta igreja em particular. A primeira citação inequívoca é de 1163. Durante o reinado do papa Inocêncio XI (r. 1676-1689), a igreja foi restaurada e certamente se tornou sede paroquial a partir de então (é provável que já fosse antes).

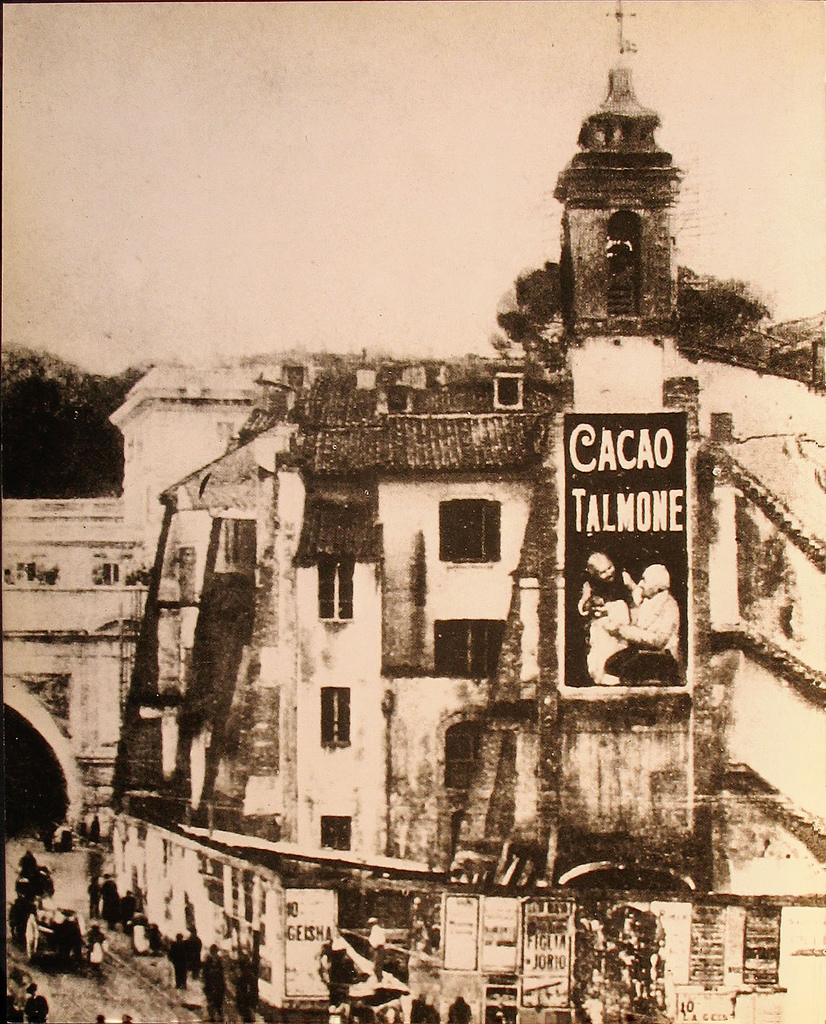
Vista do fundo da igreja e seu campanário na década de 1900. No fundo, o Túnel Umberto I.

Em 1478, ela foi entregue aos frades servitas, que a reconstruíram com base num projeto de Girolamo Theodoli e se estabeleceram num convento ao lado. No século XVIII, a paróquia era próspera o suficiente para que uma de suas confraternidades tinham um oratório nas imediações, Santissimo Crocifisso Agonizzante in Arcione, da Confraternita del Santissimo Sacramento in Arcione.
Porém, a paróquia foi suprimida em 1824 e o convento foi fechado três anos depois. A igreja foi transferida para uma confraternidade dedicada a orar pelas almas no Purgatório. Uma aquarela de Achille Pinelli (1834) mostra a igreja com uma inscrição dizendo ARCHICONF JESU MARIA ET JOSEPH ("Archiconfraternita Iesu Mariae et Iosephi"), o que revela que a confraternidade provavelmente realizou no local algum tipo de restauração. O edifício, porém, sofreu depois que a confraternidade aparentemente faliu, o que o deixou sem patronos ou função. Por conta disto, a igreja foi expropriada pela Comuna de Roma e demolido no início do século XX. Uma data de 1900 aparece nas fontes, mas os documentos de expropriação são de 1907; acredita-se que a data tenha sido 1908.
Aparentemente não havia razão nenhuma além do desejo de reurbanizar o local. Por causa disto, as ruas à volta da igreja foram alargadas. A nova Via del Traforo foi aberta atravessando a vizinhança um pouco mais para o leste, mas ela não chegou a atravessar o terreno da igreja — é óbvio porém, que sua abertura aumentou o valor comercial dos terrenos da região.

## Descrição

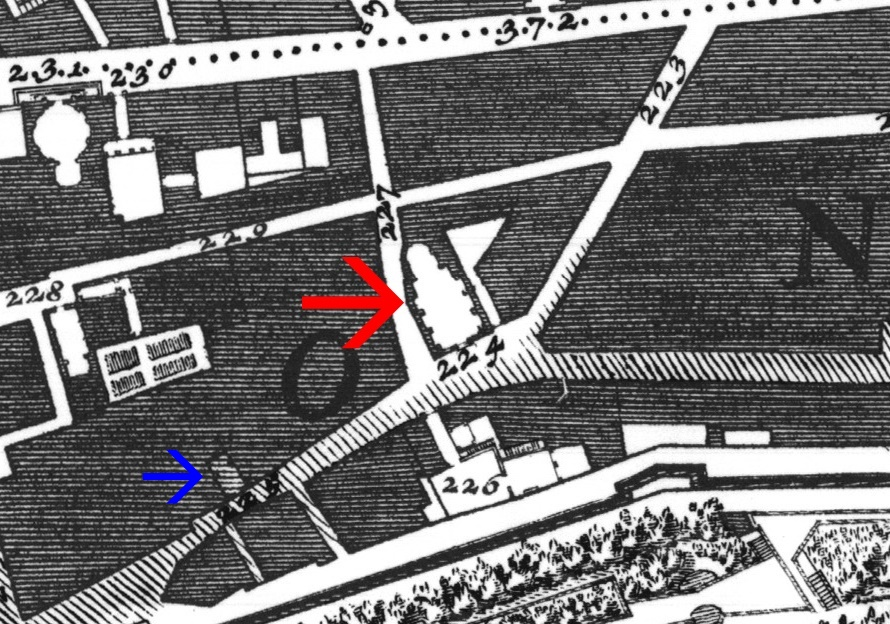
Mapa da região no Mapa de Nolli (1748). Em azul, o oratório do Santissimo Crocifisso (na moderna Via in Arcione). Em vermelho, a igreja da qual era subsidiário, San Nicola in Arcione, na esquina da Via in Arcione com o Vicolo del Gallinaccio. A Via del Traforo não existia e foi aberta à direita da igreja no início do século XX.

A Via in Arcione se encontra com Via del Traforo numa pequena praça. Para o norte dela está um conjunto neobarroco construído no início do século XX com sua fachada principal nesta última via; a lateral deste bloco de frente para a praça marca a linha da fachada da igreja. A parede esquerda dela ia até o Vicolo del Gallinaccio. Atualmente esta última via é reta, mas antes da demolição havia um leve curva seguindo a extremidade da igreja, o que revela que ela era mais antiga que a rua. O convento ficava para leste da igreja. Um portal dava para uma passagem que, por sua vez, levava até um pátio no formato de um triângulo reto. Tudo isto hoje está abaixo da Via del Traforo. 
A igreja propriamente dita não era pequena, apesar de ser chamada de chiesuola nas fontes. Havia uma nave retangular com uma abóbada no teto assentada sobre dois pares de pilastras. Havia também um presbitério retangular transversal ligeiramente mais estreito do que a nave. No fundo, uma profunda abside com uma extremidade semicircular.
A fachada tinha dois andares. O primeiro tinha quatro pares de pilastras jônicas, com os dois pares interiores com pilastras sobrepostas do lado externo e os pares nos cantos da fachada, com as pilastras sobrepostas do lado interno (note que o desenho de Pinelli não é exato neste ponto, como comprovam fotos anteriores à demolição). Estas pilastras sustentavam um entablamento com a inscrição da confraternidade no friso e uma cornija marcapiano. A entrada era encimada por um pequeno gablete com um tondo que abrigava uma escultura (durante um tempo ficava ali um afresco de São Nicolau de Francesco Rosa).
O segundo andar tinha quatro pilastras coríntias com sobreposições similares ao do andar inferior. No centro havia uma grande janela retangular, sobre a qual ficava uma concha em relevo abrigada por uma arquivolta formada por uma curva na arquitrave do entablamento acima. O frontão acima era duplo, com um segmentado inserido no tímpano de um frontão triangular mais amplo.

### Interior
Havia três altares laterais de cada lado. A abóbada foi pintada por Giusepp Passeri (erroneamente atribuída a Giacomo Triga no século XIX) com uma representação da "Apoteose de São Nicolau". O altar-mor tinha uma peça-de-altar de Pietro Sigismondi representando [[Cristo e Nossa Senhora com São Nicolau e São Filipe Benizi" flanqueada por um afresco de putti, também de Passeri.
A primeira capela lateral do lado esquerdo era dedicada a Santo Antônio de Pádua e tinha uma peça-de-altar de Andrea Sacchi e uma pintura de São Pellegrino Laziosi, uma cópia de uma obra de Domenico Rinaldi em San Marcelo al Corso. A segunda era dedicada a São Francisco de Assis e tinha uma peça-de-altar representando "São Francisco no Deserto" de Cavalier d'Arpino. A terceira era dedicada ao Batismo de Jesus e tinha uma pintura do evento por Carlo Maratta e outra do "Beato Gioacchino Piccolomini", de Giuseppe Tommasi.
Continuando do outro lado, a terceira capela à direita era dedicada aos "Sete Fundadores da Ordem dos Servitas" e tinha uma peça-de-altar de Francesco Ferrari. Estava ali também o túmulo de Emilia Lezzani, uma obra escultural de Ignazio Jacometti (1847) mostrando uma jovem senhora romana sendo apresentada a Cristo. A segunda capela era dedicada à Crucificação de Jesus e abrigava um crucifixo que era uma cópia de um outro que ficava no Palazzo Albani. Finalmente, a primeira capela à direita era dedicada a São Lourenço, com a peça "São Lourenço discutindo com o Tirano", de Luigi Gentili. Ali ficava também um busto de mármore de Cristo de Cosimo Fancelli esculpido no estilo de Bernini e um elegante memorial em baixo relevo na forma de um medalhão que comemorava Tecla Jablonowska, uma princesa polonesa que morreu em 1820, atribuído tentativamente a Leandro Biglioschi.